# Милош Перишић
Милош Перишић (Аранђеловац, 10. јануар 1992) српски је књижевник. Писањем је почео да се бави 2012. године, а прва дела објавио је десет година касније, и истовремено добио три књижевна признања.
У мају 2025. године објавио је роман Опатија Светог Вартоломеја.

## Биографија

### Књижевни почеци
Више од десет година Перишић је живео у Амстердаму, а неко време провео је и у Риму и Беневан л’Абеу.
Прву приповетку, назива Кафа, објавио је 2013. године, као двадесетогодишњак и стипендиста компаније Књаз Милош, тада још за време студија италијанистике. У краткој рецензији жанровски хорор–књиге истакнуто је да хумор надјачава хорор, и да се приповедањем успешно спајају различити временски периоди.
Исте карактеристике у зрелијем приповедању уочио је десет година касније и жири који је Перишићу за еротско–комичну приповетку Рутава Мара доделио награду Лепосава Мијушковић за најбољу српску лгбт прозу 2022. године. Жири је ово дело изабрао због духовитости и вештог повезивања неколико генерација. Рутава Мара је у новембру крајем године имала јавно читање на Радио Београду.
Такође 2022. године освојио је са антиратном приповетком Речи трећу награду на међународном књижевном такмичењу Бибер, које расписује Центар за ненасилну акцију. Прича је преведена на албански језик, а збирка промовисана у земљама бивше Југославије. Перишић је гостовао у Загребу, где је са књижевницама Ољом Савичевић Иванчевић и Моником Херцег говорио о друштвеној ангажованости своје прозе.
Он је 2022. био другопласирани и у надметању за награду Миодраг Борисављевић, коју додељује град Апатин.
Године 2023. био је члан жирија за награду Лепосава Мијушковић, а крајем наредне године његова прича Цијанид ушла је у ужи избор за исту награду. Цијанид је такође ушла у ужи избор за награду Бибер 06, а неколико месеци касније преведена је на македонски и албански језик.

### Опатија Светог Вартоломеја
У априлу 2025. Перишић је објавио први роман, назива Опатија Светог Вартоломеја, у чијем је језгру архетипска прича о путовању кроз стварне и унутрашње пејзаже приповедача који покушава да пронађе идентитет и смисао у свету обележеном губитком, и поставља питање како човек спознаје које су заиста његове жеље. У интервјуу за Оптимист, аутор је рекао да је објављивање овог романа представљало за њега затварање читавог једног круга и поглавља живота (ван Србије).
Опатија Светог Вартоломеја је интроспективна, писана с посебном пажњом на атмосферу и амбијент, и обилује лирским пасажима, уметничким референцама и филозофским размишљањима. Наслов се не односи само на стари манастир Светог Вартоломеја у француском месту Беневан л'Абе, већ је и метафора духовног и естетског уточишта, у коме се сусрећу уметност, мит и лична туга.
Књигу су у Београду 12. маја 2025. представили Перишићеви некадашњи професори Мирка Зоговић, Снежана Милинковић и Предраг Мирчетић.

## Дела
Романи
- Опатија Светог Вартоломеја (2025)[4]

Приповетке
- Кафа (2013, Друштво за афирмацију културе Пресинг)[5]
- Рутава Мара – у збирци Рутава Мара и друге приче (2022, Прајд инфо центар)[17]
- Речи — у збирци Бибер 05 (2022, Центар за ненасилну акцију)[18]
- Боршч — (2022, Културни центар Апатин)[3]
- Цијанид — у збиркама Балетске ноге и друге приче (2024, Прајд инфо центар) и Бибер 06 (2024, Центар за ненасилну акцију)[19]

## Награде и признања
Награда „Лепосава Мијушковић” за најбољу ЛГБТ прозу – Рутава Мара 
 Награда књижевног конкурса „Бибер” – Речи